# Néomorphisme
Ne doit pas être confondu avec Neumorphisme.

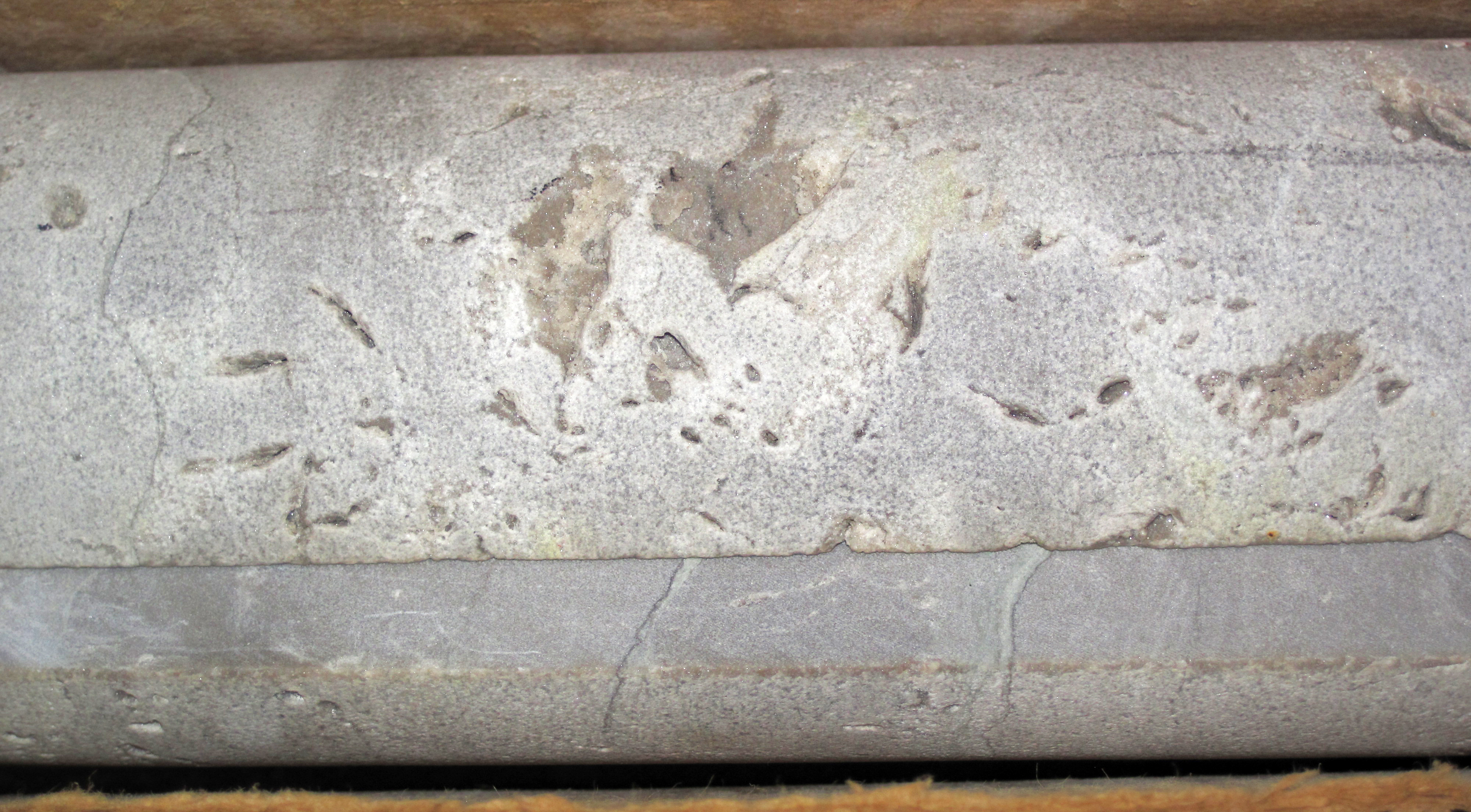
Dans les bassins profonds, les calcaires subissent parfois une dolomitisation par néormorphisme. Ici la datant du Cambrien (carrière de Lytle, dans le comté de Wayne (Ohio)).

Le néomorphisme fait référence au processus métamorphique humide dans lequel les altérations transforment systématiquement les minéraux en polymorphes ou en structures cristallines qui sont structurellement identiques à la ou aux roches à partir desquelles ils se sont développés,, aucun atome ou molécule n'entre ou ne sort de la roche, les atomes présents dans la roche se réorganisent pour former de nouveaux minéraux. Ce processus de néoformation abouti à un minéral néoformé aux dépens d'un autre. 
Quand des minéraux préexistants (comme l'argile ou le quartz) sont chimiquement instables dans des conditions de pression et de température, ils réagissent pour former de nouveaux minéraux stables, sans fusion de la roche. Il est  possible d'estimer les conditions physico-chimique de formation en connaissant le domaine de stabilité des minéraux observés dans la roche. Par exemple, la présence de biotite et de grenat ensemble dans une roche indique un métamorphisme à ~500 °C. Cependant, certains minéraux sont très résistants au néomorphisme ; un exemple parfait est le quartz. Le néomorphisme se produit dans de nombreuses roches pendant le métamorphisme. 

## Origine du terme

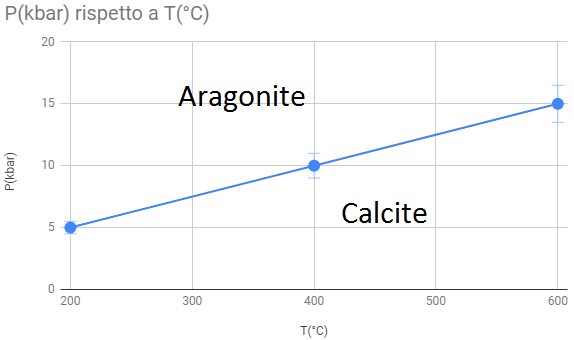
Graphique de stabilité de la calcite et de l'aragonite.

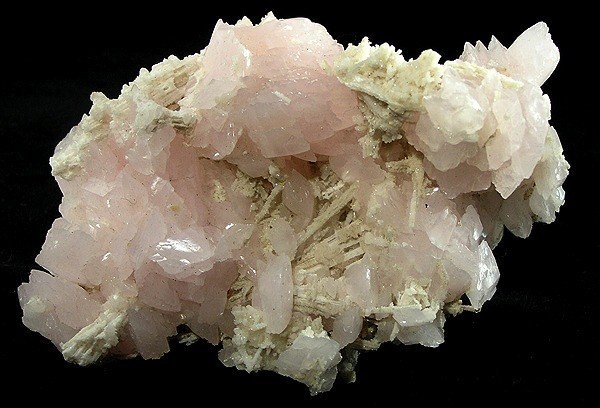
Calcite (rhomboèdre rose) et aragonite (prisme allongé crème) sont deux polymorphes du CaCO_{3} de systèmes cristallins différents.

Inventé par le pétrologue américain Robert L. Folk en 1965,, le néomorphisme englobe les fonctions de recristallisation par inversion ou remplacement, qui sont des processus géologiques qui traitent principalement de la reformation des roches. Le processus néomorphique, en ce qui concerne la géologie et la pétrographie, est l'un des nombreux processus majeurs de la diagenèse des carbonates et de la dolomitisation, parfois à haute température. Le néomorphisme est largement tenu responsable de la métastabilité de l'aragonite et de la calcite riche en magnésium, et lorsque les conditions le permettent, les réactions et interactions néomorphes peuvent entraîner une perte de texture ou une déformation caractéristique des formations rocheuses affectées. 
Par extension le terme s'applique de manière plus générale à un changement minéralogique d'un polymorphe à une autre, dans tout contexte quand le processus de recristallisation n'est pas connu,.

## Types de néomorphisme
Le terme « recristallisation » se réfère largement aux nombreux processus métamorphiques qui changent la taille et / ou la forme des formations cristallines et préservent la composition chimique et la minéralogie du minéral d'origine. Étant donné que la recristallisation représente la majorité de tous les changements visibles produits par le néomorphisme, les termes «néomorphisme» et «recristallisation» font implicitement référence et peuvent donc être utilisés de manière interchangeable dans la plupart des circonstances. En pétrologie, il existe deux formes de recristallisation: la recristallisation par inversion et la recristallisation par remplacement.         

### Recristallisation par inversion

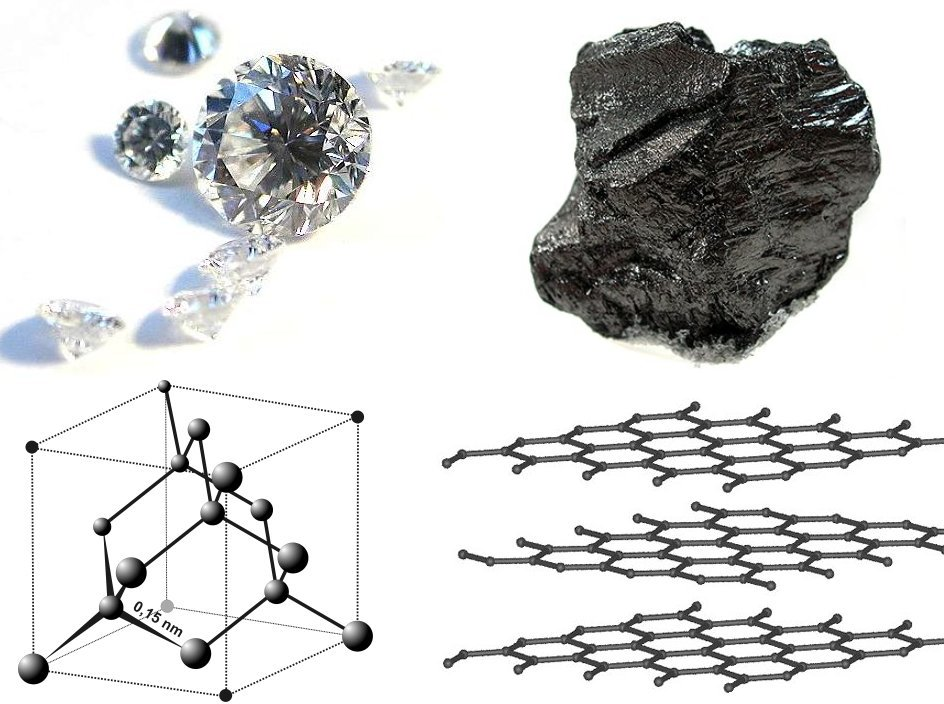
Les polymorphes diamant et graphite.

Autres polymorphes courants : les silicates d'alumines de type Al_{2}SiO_{5} : Cyanite (1), Andalousite (2) et Sillimanite(3).

L'inversion est une forme complexe de néomorphisme dans laquelle le processus de recristallisation transforme les polymorphes en différents polymorphes. Comme pour tout changement de structure minérale, l'altération des polymorphes se produit le plus souvent dans des environnements caractérisés par certaines températures et niveaux de pression optimaux. Les niveaux optimaux de température et de pression varient en fonction du type de minéral(s) considéré(s).
Plus précisément, une augmentation de la température provoque une augmentation des vibrations moléculaires, ce qui incite les atomes à se distancer les uns des autres. Les atomes excités continuent de se dilater jusqu'à ce que l'augmentation de la température ne puisse plus fournir l'énergie nécessaire à une nouvelle expansion. Les cristaux et / ou minéraux affectés sont obligés de s'adapter aux changements atomiques susmentionnés en étendant leurs structures squelettiques, ce qui entraîne des changements visibles des cristaux et minéraux susmentionnés. Pendant ce temps, la pression comprime en continu les cristaux et minéraux modifiés en structures denses ; le produit final est une collection de cristaux chimiquement identiques qui diffèrent structurellement et visiblement de son prédécesseur.
L'exemple d'inversion le plus répandu est peut-être le carbone. L'inversion du carbone, selon la température et la pression de l'environnement, se traduit par l'un des deux polymorphes très distincts : sous basse température et basse pression, la recristallisation par inversion se traduira par du graphite, et sous haute et haute température, recristallisation par inversion se traduira par du diamant. Le graphite et le diamant sont tous deux dérivés du carbone et sont chimiquement identiques, mais ils diffèrent remarquablement l'un de l'autre en termes d'apparence physique

### Recristallisation par remplacement
Le remplacement est une forme complexe de néomorphisme dans laquelle le processus de recristallisation implique la dissolution d'un minéral et la «précipitation» presque immédiate d'un autre à sa place ; le minéral résultant diffère de son prédécesseur par sa composition chimique. Le remplacement se produit sans aucun changement substantiel de volume entre les minéraux d'origine et les minéraux reformés, et le processus est souvent caractérisé comme étant destructeur de la fabrique ou préservant la fabrique, qui se réfèrent respectivement à la perte de texture et à la rétention de texture.
Le remplacement des fossiles par du chert, par exemple, préserve souvent la texture, tandis que le remplacement de l'aragonite et de la calcite par de la dolomite est destructeur de texture. Le remplacement de l'aragonite et de la calcite par de la dolomite est la forme la plus courante de recristallisation par remplacement. Étant similaire aux transformations polymorphes humides, la recristallisation par remplacement se produit sur une variété de minéraux, notamment la silice (chert), la pyrite, l'hématite, l'apatite, l'anhydrite et la dolomite, entre autres.

## Néomorphisme coalescent: typologies
Le néomorphisme est considéré comme coalescent lorsque le processus de recristallisation implique soit la formation de cristaux plus gros à la place et aux dépens de formations cristallines plus petites, soit la formation de cristaux plus petits au sein de formations de cristaux préexistantes. Il existe deux types de néomorphisme coalescif en pétrologie : le néomorphisme par aggradation et le néomorphisme par dégradation.        

### Néomorphisme par aggradation
Le néomorphisme est considéré par aggradation lorsque la recristallisation entraîne une augmentation de la taille des cristaux. Les mosaïques cristallines de la ou des formations minérales ou cristallines d'origine subissent souvent une détérioration au cours du processus et sont finalement remplacées par des mosaïques cristallines brutes ou des polymorphes. Les mosaïques cristallines et / ou les polymorphes résultants sont chimiquement identiques aux minéraux à partir desquels les cristaux agressés se sont développés, à quelques exceptions mineures en raison de certaines altérations chimiques relativement minimes qui se produisent pendant les processus de réaction. 
Une forme courante de néomorphisme par aggradation est appelée néomorphisme porphyroïde. Le néomorphisme porphyroïde se produit lorsqu'un petit nombre de gros cristaux se forment dans la zone des masses souterraines statiques, qui sont, comme leur nom l'indique, des zones du sol caractérisées par des changements métamorphiques relativement insignifiants et non substantiels. 
Hormis ce qui précède, le néomorphisme porphyroïde est caractérisé par la destruction des matrices micritiques originales. 

### Néomorphisme par dégradation
Le néomorphisme est considéré par dégradation lorsque le processus de recristallisation s'accompagne d'une nette diminution de la taille de toute formation cristalline affectée. Le néomorphisme par dégradation est une forme de néomorphisme coalescent dans lequel de nouveaux cristaux se forment à l'intérieur de cristaux préexistants. Cette forme de néomorphisme est relativement rare et ne se produit généralement que dans des conditions de stress et sur des minéraux qui n'ont pas été affectés par le métamorphisme.